# Superliga kosowska w piłce nożnej mężczyzn (2016/2017)
Superliga e Kosovës 2016/2017 (nazwa sponsorska Vala Superliga) – 18. edycja rozgrywek ligowych najwyższego poziomu piłki nożnej mężczyzn w Kosowie. Brało w niej udział 12 drużyn, które w okresie od 19 sierpnia 2016 do 28 maja 2017 rozegrały 33 kolejki meczów. Tytułu nie obronił FC Feronikeli 74, nowym mistrzem został klub Trepça’89 Mitrowica.
Sezon 2016/2017 był pierwszym sezonem w historii, w którym drużyny z Kosowa mogły się zakwalifikować do europejskich pucharów. Mistrzowi przysługiwało prawo gry w pierwszej rundzie eliminacji do Ligi Mistrzów. Drugi zespół ligi mógł wystąpić w pierwszej rundzie eliminacji do Ligi Europy.

## Drużyny
| Uczestnicy poprzedniej edycji                                                                                 | Uczestnicy poprzedniej edycji | Uczestnicy poprzedniej edycji | Uczestnicy poprzedniej edycji |
| --- | ----------------------------- | ----------------------------- | ----------------------------- |
| FRN | Feronikeli Glogovac           | 1                             |                               |
| HAJ | Hajvalia                      | 2                             |                               |
| T89 | Trepça’89 Mitrowica           | 3                             |                               |
| BES | Besa Pejë                     | 4                             |                               |
| GJI | Gjilani                       | 5                             |                               |
| LLA | Llapi Podujevo                | 6                             |                               |
| LIR | Liria Prizren                 | 7                             |                               |
| PRI | Prishtina                     | 8                             |                               |
| po barażach                                                                                                   |                               |                               |                               |
| DRE | Drenica Srbica                | 9                             |                               |
| DRI | Drita Gnjilane                | 10                            |                               |
| Awans z Liga e Parë 2015/2016                                                                                 |                               |                               |                               |
| TRE | Trepça                        | 1                             |                               |
| FZJ | Ferizaj                       | 2                             |                               |
| Oznaczenia: - kolumna pierwsza – skróty nazw drużyn, - kolumna trzecia – miejsce zajęte w poprzednim sezonie. |                               |                               |                               |

## Tabela
| Lp. | Drużyna        | M  | Z  | R  | P  | B+ | B- | +/– | Pkt | Kwalifikacja lub spadek                     |
| --- | -------------- | -- | -- | -- | -- | -- | -- | --- | --- | ------------------------------------------- |
| 1   | Trepça'89 (M)  | 33 | 24 | 5  | 4  | 72 | 24 | +48 | 77  | Liga Mistrzów UEFA • I runda kwalifikacyjna |
| 2   | Prishtina      | 33 | 22 | 6  | 5  | 46 | 18 | +28 | 72  | Liga Europy UEFA • I runda kwalifikacyjna   |
| 3   | Llapi          | 33 | 21 | 5  | 7  | 44 | 30 | +14 | 68  |                                             |
| 4   | Feronikeli     | 33 | 20 | 5  | 8  | 61 | 27 | +34 | 65  |                                             |
| 5   | Gjilani        | 33 | 13 | 9  | 11 | 36 | 28 | +8  | 48  |                                             |
| 6   | Besa           | 33 | 13 | 8  | 12 | 42 | 39 | +3  | 47  |                                             |
| 7   | Drenica        | 33 | 10 | 10 | 13 | 37 | 47 | −10 | 40  |                                             |
| 8   | Liria          | 33 | 10 | 7  | 16 | 41 | 39 | +2  | 37  |                                             |
| 9   | Drita (B, O)   | 33 | 9  | 8  | 16 | 21 | 34 | −13 | 35  | baraże o utrzymanie                         |
| 10  | Ferizaj (B, S) | 33 | 6  | 13 | 14 | 24 | 36 | −12 | 31  | spadek do Liga e Parë                       |
| 11  | Trepça (S)     | 33 | 5  | 8  | 20 | 37 | 64 | −27 | 23  | spadek do Liga e Parë                       |
| 12  | Hajvalia (S)   | 33 | 1  | 4  | 28 | 12 | 87 | −75 | 7   | spadek do Liga e Parë                       |

1. ↑  KF Besa Peć mogła zagrać w kwalifikacjiach do Ligi Europy jako zwycięzcy Pucharu Kosowa (2016/2017), ale nie uzyskała licencji UEFA. W efekcie prawo gry w tych eliminacjach uzyskał FC Prishtina[3].

## Wyniki
| Gospodarz \ Gość | BES | DRE | DRI | FRZ | FRN | GJI | HAJ | LIR | LLA | PRI | TRE | T89 | BES | DRE | DRI | FRZ | FRN | GJI | HAJ | LIR | LLA | PRI | TRE | T89 |
| ---------------- | --- | --- | --- | --- | --- | --- | --- | --- | --- | --- | --- | --- | --- | --- | --- | --- | --- | --- | --- | --- | --- | --- | --- | --- |
| Besa             |     | 2–1 | 2–0 | 2–0 | 1–1 | 0–0 | 4–0 | 2–0 | 1–0 | 1–1 | 1–2 | 2–3 |     | —   | —   | 1–0 | —   | 1–1 | —   | 1–0 | —   | 1–2 | 1–3 | 0–2 |
| Drenica          | 1–1 |     | 1–1 | 1–1 | 1–2 | 1–1 | 1–0 | 2–1 | 2–0 | 0–0 | 1–0 | 2–3 | 3–1 |     | 2–0 | —   | —   | —   | 4–0 | —   | —   | 1–3 | —   | 0–0 |
| Drita            | 1–1 | 2–1 |     | 0–0 | 0–1 | 0–1 | 0–1 | 1–0 | 0–1 | 0–1 | 2–2 | 0–0 | 2–0 | —   |     | 2–1 | —   | —   | 2–0 | —   | —   | 1–3 | —   | 0–2 |
| Ferizaj          | 0–1 | 2–3 | 1–0 |     | 2–0 | 1–2 | 4–0 | 0–0 | 0–0 | 0–0 | 2–2 | 0–1 | —   | 1–1 | —   |     | 0–4 | 0–0 | —   | —   | 1–2 | —   | 2–1 | —   |
| Feronikeli       | 1–2 | 1–0 | 1–0 | 2–1 |     | 1–0 | 6–1 | 1–0 | 1–0 | 0–1 | 5–1 | 4–1 | 4–1 | 1–3 | 0–0 | —   |     | —   | 6–0 | 1–1 | —   | 1–2 | —   | —   |
| Gjilani          | 0–1 | 2–0 | 1–1 | 0–1 | 2–1 |     | 1–0 | 0–0 | 0–1 | 1–0 | 0–0 | 1–2 | —   | 4–1 | 0–1 | —   | 1–0 |     | 3–0 | 2–0 | 1–1 | —   | —   | —   |
| Hajvalia         | 0–0 | 0–1 | 0–1 | 0–0 | 2–3 | 1–2 |     | 2–4 | 0–2 | 0–0 | 1–1 | 0–4 | 1–6 | —   | —   | 0–1 | —   | —   |     | —   | —   | 0–1 | 1–3 | 0–3 |
| Liria            | 0–1 | 1–1 | 3–1 | 3–0 | 1–3 | 1–0 | 3–0 |     | 0–0 | 1–2 | 1–0 | 0–3 | —   | 0–0 | 3–0 | 1–1 | —   | —   | 9–1 |     | —   | —   | 3–1 | —   |
| Llapi            | 3–2 | 1–0 | 1–0 | 0–0 | 0–3 | 1–0 | 3–1 | 2–0 |     | 0–0 | 2–1 | 2–0 | 2–0 | 4–1 | 2–0 | —   | 2–0 | —   | 2–0 | 2–0 |     | —   | —   | —   |
| Prishtina        | 2–0 | 6–0 | 0–1 | 1–0 | 0–0 | 1–0 | 3–0 | 1–0 | 3–1 |     | 2–1 | 0–2 | —   | —   | —   | 1–0 | —   | 1–0 | —   | 3–1 | 1–2 |     | 2–1 | 1–0 |
| Trepça           | 1–1 | 0–0 | 0–1 | 1–1 | 0–1 | 0–2 | 3–0 | 1–4 | 0–1 | 1–2 |     | 1–3 | —   | 2–1 | 1–1 | —   | 1–3 | 3–5 | —   | —   | 1–3 | —   |     | —   |
| Trepça'89        | 2–1 | 4–0 | 1–0 | 4–1 | 0–0 | 1–1 | 1–0 | 2–0 | 3–0 | 1–0 | 6–1 |     | —   | —   | —   | 0–0 | 0–3 | 5–2 | —   | 2–0 | 8–1 | —   | 3–1 |     |

1. ↑  Drita została ukarana walkowerem z powodu zamieszek na trybunach sprokurowanych przez jej kibiców. Mecz został przerwany w 90. minucie przy prowadzeni Lirii 1:0[7].
2. ↑  Llapi został ukarany walkowerem z powodu zamieszek na trybunach[8].

## Baraże o utrzymanie
W barażach o utrzymanie zagrały kluby z miejsc 9. i 10. – KF Drita Gnjilane oraz KF Ferizaj. Zmierzyły się kolejno z KF Vllaznia Požaranje i KF Dukagjini Klina. Drita wygrała swój mecz 2:1 i utrzymała się na następny sezon. Ferizaj przegrał swój mecz 2:3 po rzutach karnych i spadł poziom niżej.
| 3 czerwca 2017 16:00 CEST                                                   | Ferizaj · Kuka 108' | 1:1 po dogrywce k. 2:3(0:0, 0:0, 0:1)Raport                       | Vllaznia · 97' Ferati | Stadion im. Rizy Lushty, Mitrowica Widzów: 1000 Sędzia: Kreshnik Vula |
|                                                                             |                     |                                                                   |                       |                                                                       |
|                                                                             |                     | Rzuty karne                                                       |                       |                                                                       |
| Burim Shabani · Qerim Tërshana · Muhabi Bushi · Enis Kuka · Shkembim Salihu |                     | Lirian Ferati · Merovci · Ejup Bruti · Sulimani · Leonard Kallaba |                       |                                                                       |

| 4 czerwca 2017 16:00 CEST | Dukagjini · Zallaj 35' | 1:2(1:0)Raport | Drita · 64' Zeneli · 90+1' Shillova | Stadion im. Rizy Lushty, Mitrowica Widzów: 1000 Sędzia: Fatmir Tahiri |
|                           |                        |                |                                     |                                                                       |

## Strzelcy
| Bramki | Strzelcy           | Drużyna             |
| ------ | ------------------ | ------------------- |
| 27     | Otto John          | Trepça’89 Mitrowica |
| 16     | Florent Hasani     | Trepça’89 Mitrowica |
| 14     | Granit Arifaj      | Drenica Srbica      |
| 13     | Basit Abdul Khalid | Prishtina           |
| 11     | Betim Haxhimusa    | Gjilani             |
| 11     | Qemail Elshani     | Besa Peć            |
| 10     | Xhevdet Shabani    | Besa Peć            |
| 10     | Fiton Hajdari      | Trepça’89 Mitrowica |
| 10     | Gauthier Mankenda  | Prishtina           |

Źródło: